# ロベルト・ライ
ロベルト・ライ（ドイツ語: Robert Ley, 1890年2月15日 - 1945年10月25日）は、ドイツの政治家。国家社会主義ドイツ労働者党第2代組織全国指導者。初代ドイツ労働戦線総裁。

## 生涯
ヴェストファーレンのニーダーブライデンバッハで、11人兄弟の7番目に生まれる。実家は貧しい農家だったが、ボン大学とイェーナ大学で自然科学を学ぶことができ、食品化学などに興味を持つ。
第一次世界大戦が勃発すると、ライはすぐさま志願兵として歩兵部隊に参加する。1917年に飛行軍団へ移籍するが銃撃で負傷し、その後吃音や発作などに悩まされることになる。大戦終結後、フランスの捕虜となり、釈放後の1920年に論文を発表して博士号を獲得した。大学の後にはIG・ファルベンで働くようになる。
1924年、ミュンヘン一揆失敗後、民族社会主義自由党と名を変えて水面下で活動していたナチ党に入党。入党後はラインラント大管区指導者、組織全国指導者を歴任した。
1933年5月2日に、全ドイツの労働組合が解散させられると、その資産と組員を引き継ぐ形で5月10日にドイツ労働戦線（以下DAF）を発足させ、その全国指導者となった。同組織は労働者だけでなく経営者や自由業者なども加入する組織だったため、ライも経済・労働政策の主導権を巡る党と国家の諸機関の対立に積極的に飛び込んでいく。
1934年10月には、同年1月の国民労働秩序法ではほとんど無視されていたDAFの権限を大幅に拡大した「DAFの本質と目的についての総統命令」を直接アドルフ・ヒトラーから取り付け、労使関係の独占的調停者となることを狙った。これは前述の国民労働秩序法と矛盾するものであったために経済相ヒャルマル・シャハト、労働相フランツ・ゼルテらの反発を招き、三者は1935年3月のライプツィヒ協定で一定の妥協を見るまで激しく対立した。
その後もライはDAFの権力拡大を目指し、1938年には、経済・労働関係でDAFと並行して存在する全組織の解散・国家官庁の監督権からの完全な独立・DAF総裁（つまりライ自身）の総統直属といった内容を含む4つの法案を、四カ年計画の全権ヘルマン・ゲーリングに持ち込んだ。しかしこれはあまりに法外なものであったため、経済省・労働省・司法省といった政府機関からだけでなく、副総統ルドルフ・ヘス、親衛隊全国指導者ハインリヒ・ヒムラー、農政全国指導者リヒャルト・ヴァルター・ダレといった面々から総反対を受けて挫折した。
ただ、DAFによって労働者や自由業者を第三帝国へ惹きつけようとする試みは歓喜力行団運動（略称KdF）によって一定の成功を見る。たとえばヴィルヘルム・グストロフ号といった大型客船によるクルーズ旅行など、それまで労働者には考えられもしなかった豪華な福利厚生活動がそれである。また、「カブト虫」の愛称で有名なフォルクスワーゲン・ビートルの旧型も元は「歓喜力行団の車」(KdF-Wagen)の名前で開発された労働者用ファミリーカーであった。
終戦間近になると、軍需相アルベルト・シュペーアの後釜を狙うようになった。1945年、義勇軍「アドルフ・ヒトラー」（Freikorps Adolf Hitler）の司令官に任命されるが、ソ連軍が目前まで迫ってくると4月20日の総統誕生日でヒトラーと最後の会見をしてベルリンから脱出。ヒトラーの遺書による内閣で無任所大臣・ドイツ労働戦線総裁に指名される。
終戦後の5月15日にベルヒテスガーデン近くの山小屋で、米軍第101空挺師団に逮捕された。
逮捕後は精神不安定になり、ニュルンベルク裁判の公判前に独房内のトイレで首吊り自殺をした。遺書には、囚人としての待遇について延々と評価しながらも、「自分が犯罪者扱いされている事実には耐えられない」と書かれていた。彼の自殺以降、ナチ戦犯たちの自殺防止のための管理が徹底されることとなる。

## エピソード
- 二人目の妻インゲ・ウルスラ・ライ（旧姓Spilcker、1916〜1942）は金髪の美しい女性でヒトラーのお気に入りだったが、飲んだくれの夫との不仲に悩んでいた。1942年12月29日、インゲは酒の席での口論の後に拳銃自殺した[2][3]。

- 本人が私用車としていたKdF-Wagenは稼働状態で現存しており、『ジェームズ・メイの世界の国民車』（2014年）でジェームズ・メイが運転している。

## 栄典
（略綬）

- 1914年 ― 1914年版二級鉄十字章
- 1918年版戦傷章
  - 銀章
- 航空観測官章（de）
- 前線戦士名誉十字章
- 黄金党員名誉章
- 古参闘士名誉章
- ナチ党勤続章
  - 金章
  - 銀章
  - 銅章
- ヒトラーユーゲントバッジ（en）
  - 柏付黄金名誉章
- 1938年10月1日記念メダル
- ドイツ防壁名誉章
- 1941年 ― 戦功十字章
  - 一級
- 馬術協会章
  - 金章
- 1942年 ― ウィーン市名誉リング（de）